# Присяга судьи Конституционного суда Российской Федерации

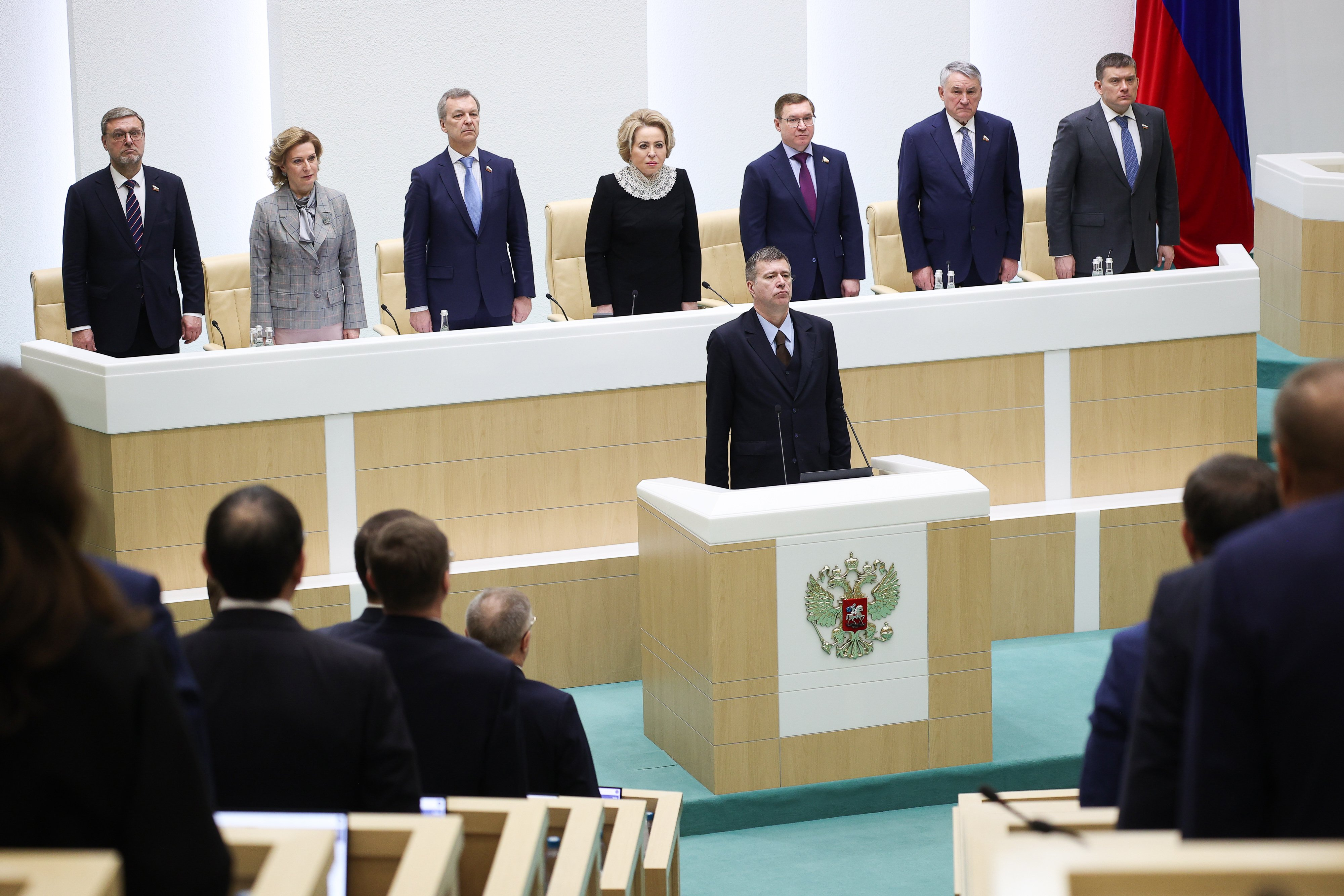
Совет Федерации России (589-е заседание). Присяга судьи Конституционного суда РФ Коновалова А.В.

Присяга судьи Конституционного суда Российской Федерации (КС РФ) ― юридический факт и обязательная процедура для вступления в должность судьи КС РФ. Произносится в торжественной обстановке на заседании Совета Федерации России ― верхней палаты Федерального собрания (парламента) РФ. После клятвы на Конституции Российской Федерации судья КС вступает в должность официально. При произнесении клятвы сенаторы от всех регионов РФ, присутствующие на заседании, обязаны встать, тем самым принимая присягу судьи КС РФ. После произнесения клятвы исполняется гимн Российской Федерации. Затем председатель Совета Федерации вручает судье КС РФ судейскую мантию как символ судебной власти.

## Судейская присяга в истории

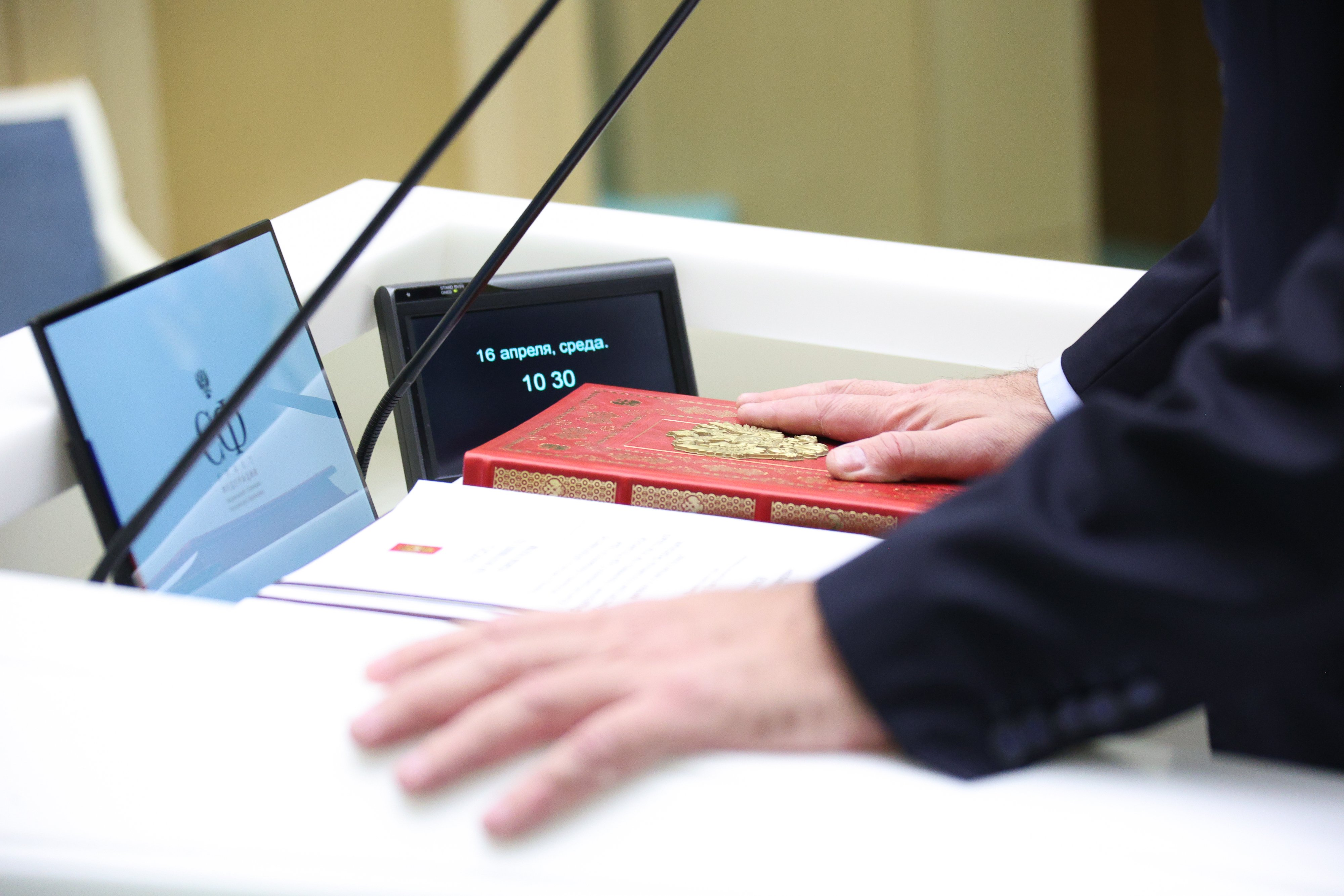
Клятва на Конституции РФ

Институт судейской присяги основывается во многом на религиозных корнях. Присяга тесно связана с магическими заклинаниями. Считалось, что нарушивший присягу человек навлекал на себя беду, вплоть до  смертельного исхода, приводил в движение вредоносные силы. У многих народов судье отводилась роль религиозно-нравственного ориентира, жреца, который отвечал за знание, понимание и исполение (соблюдение) религиозных догм. Он как никто нуждался в приведении к присяге ― без неё правосудие не имело гарантий беспристрастности.  С утверждением государственного строя присяга приобрела гражданское и юридическое значение.
Надлежащее отправление правосудия всегда было связано с принисением клятвы как высшей ответственностью перед Богом. В силу этого в российской среде общественные ожидания от исполнения судьёй своих обязанностей связывались с промыслом Божьим. Так, указом от 16 августа 1760 года императрица Елизавета Петровна внушала членам высшего судебного органа Российской империи, что каждый сенатор по своей чистой совести должен памятовать свой долг к Богу, государству и законам, а обязанность судьи ― уважать представления (законы), исправлять заблуждения, стремиться к достижению правды, а также подвергать следствию подозрительных судей. В статье 225 Учреждения судебных установлений Российской империи содержится упоминание о том, что приносящий присягу принимает на себя обязательство держать ответ перед Богом за соблюдение законности на страшном суде Его.

## Присяга судьи Конституционного суда РФ

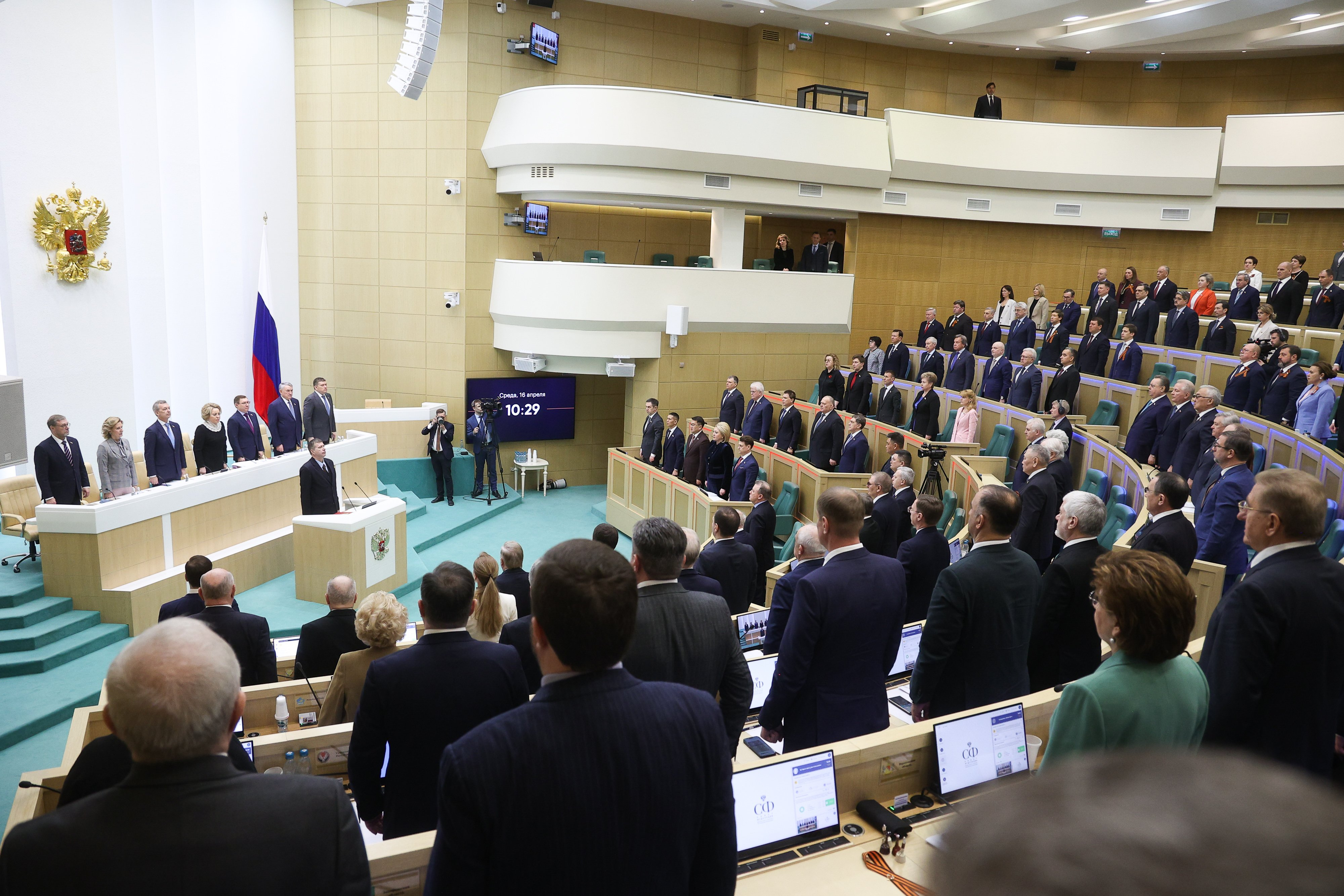
Процедура вступления судьи КС РФ в должность. Исполняется гимн России под музыку Александра Александрова

Конституционная юстиция является новой ветвью российской судебной власти, лишённой какой-либо значимой предыстории. Тем не менее, в Конституции РФ (статья 125) закреплены исключительные полномочия за Конституционным судом по разрешению дел в последней инстанции. Любые Определения и Постановления Конституционного суда РФ действуют сразу, непосредственно после их провозглашения. Отправление конституционного правосудия нередко связано с тем, что КС РФ, признавая неконституционными положения проверяемых законов, противопоставляет себя Федеральному собранию РФ и даже может принимать решения, отвергающие результаты прямого народного волеизъявления. Поэтому присяга судьи КС РФ приобретает особую значимость.
Юридическое оформление института присяги судьи КС РФ отражено в Федеральном конституционном законе «О Конституционном суде Российской Федерации» от 21 июля 1994 года, №1-ФКЗ. Согласно статье 12 ФКЗ, принесение присяги является юридическим фактом (действием), с которым связывается вступление судьи в должность. Статья 128 Конституции РФ определяет порядок назначения судей КС РФ. Они назначаются Советом Федерации России по представлению Президента РФ. Принесение судьёй присяги на Конституции РФ в верхней палате парламента является обязательным, иначе кандидат не приобретает судейского статуса. Правовое значение имеет и присутствие круга лиц ― представителей публичной власти РФ, а также текст присяги, произносимый судьёй после того, как сенаторы проголосуют по его кандидатуре. Председатель Совета Федерации приводит к присяге судью КС РФ, что  придаёт церемонии вступления в должность особую государственную важность.

## Текст присяги

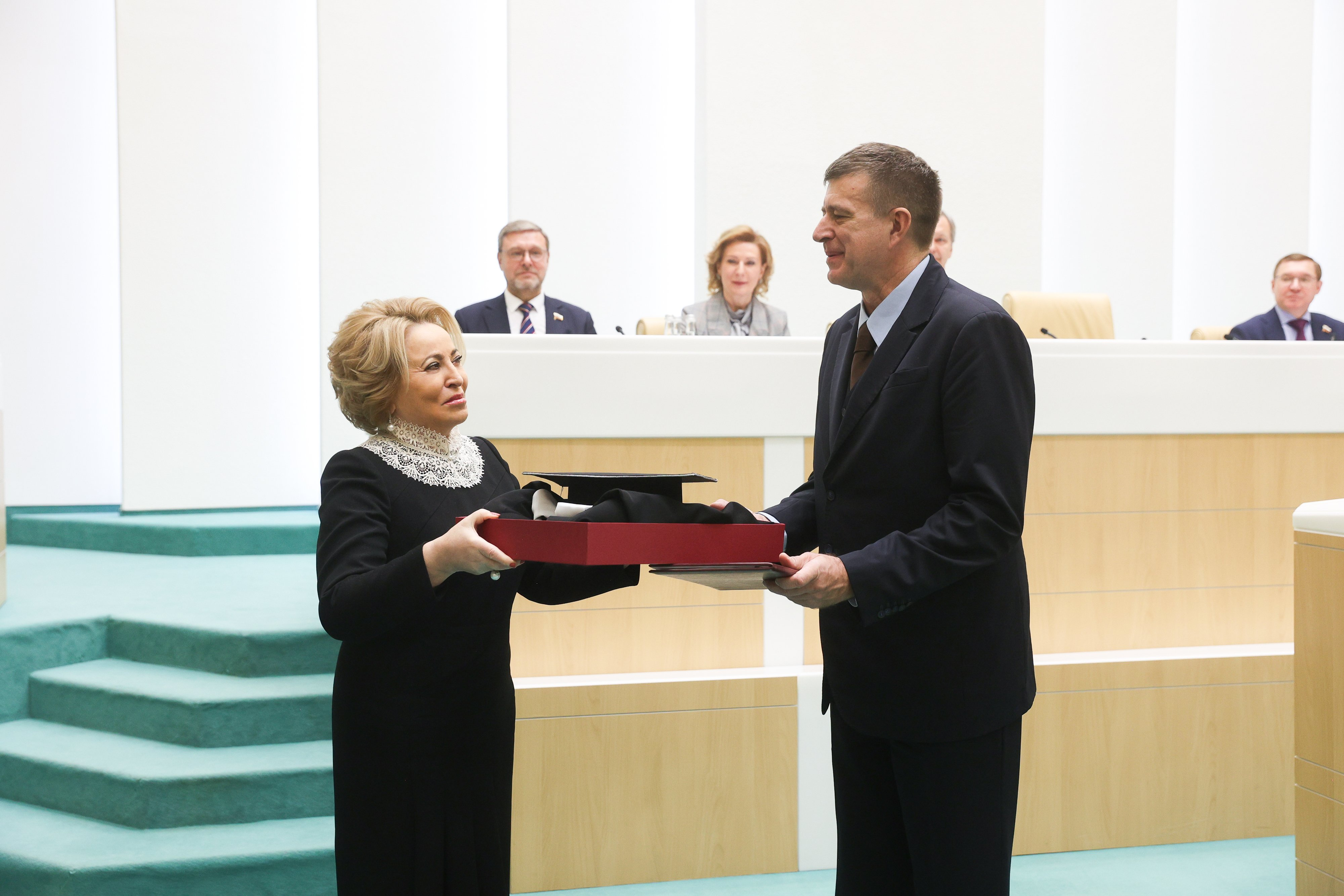
Матвиенко В.И. передаёт судье КС РФ мантию как символ судебной власти

Присяга судьи КС РФ как по содержанию, так и по процедуре принятия существенно отличается от присяги судей федеральных судов общей и арбитражной юрисдикции, а также от присяги судей мировых судов. Это продиктовано тем, что принимаемые КС РФ решения являются окончательными, не могут отменяться ни одним органом государственной власти, включая сам Конституционный суд РФ. Именно то, что Конституция РФ наделяет судей КС РФ правом окончательного решения в последней инстанции, обусловливает необходимость особого публичного подтверждения (клятвы) верности своему судейскому долгу.
Статья 10 Федерального конституционного закона «О Конституционном суде Российской Федерации» от 21 июля 1994 года №1-ФКЗ закрепляет текст присяги:
Клянусь честно и добросовестно исполнять обязанности судьи Конституционного Суда Российской Федерации, подчиняясь при этом только Конституции Российской Федерации, ничему и никому более.